# Ruch Sprawiedliwości i Równości

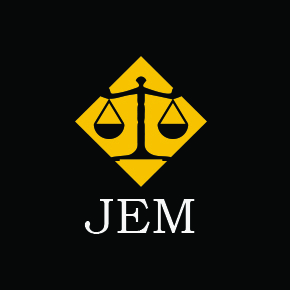
Flaga JEM

Ruch Sprawiedliwości i Równości (Justice and Equality Movement, JEM) – ugrupowanie partyzanckie pod przywództwem Chalila Ibrahima zaangażowana w konflikt w Darfurze. Wraz z pozostałymi grupami rebelianckimi, jak Ruch Wyzwolenia Sudanu walczy przeciwko wojskom Sudanu reprezentowanym przez Dżandżawidów. Organizacja była członkiem Frontu Wschodniego, koalicji rebeliantów zaangażowanych w konflikt wzdłuż granicy z Erytreą.
Początki organizacji JEM są związane z autorami książki Black Book przedstawiającej nierówności panujące w państwie, wydanej w 2000 roku. Przywódca JEM, Khalil Ibrahim był jednym z autorów książki. JEM przyjmuje ideologię islamu. Rząd sudański przypisywał jej bezpośredni związek z przywódcą religijnym i politykiem Hasanem at-Turabim (zm. 2016), jednak grupa, jak i on sam, zaprzeczali tym twierdzeniom. At-Turabi oskarża rząd o "zaostrzanie sytuacji", natomiast wielu jego zwolenników dołączyło do JEM.
20 stycznia 2006 roku JEM zadeklarował połączenie z Ruchem Wyzwolenia Sudanu (SLM) wraz z innymi rebeliantami w ramach Związek Sił Rewolucyjnych Zachodniego Sudanu.
W październiku 2007 roku zaatakował pole naftowe Defra kontrolowane przez chińskie konsorcjum Greater Nile Petroleum Operating Company. Ibrahim powiedział mediom: "Sprzeciwiamy się napływowi Chińczyków, ponieważ nie interesują ich prawa człowieka. Interesują ich zasoby naturalne Sudanu". JEM uważa, że zysk ze sprzedaży ropy naftowej do Chin służy wsparciu rządu Sudanu oraz Dżandżawidów.
11 grudnia 2007 roku Ibrahim ogłosił zwycięstwo JEM nad wojskami strzegącymi pól naftowych w Kordofanie. Przedstawiciele rządu sudańskiego zaprzeczyli jednak jakiemukolwiek atakowi. Ibrahim uznał atak za część akcji mającej na celu odparcie chińskiej ekspansji na terytorium Sudanu. 
11 maja 2008 roku rebelianci JEM przeprowadzili atak na Chartum i Omdurman. Rząd odniósł zwycięstwo odpierając atak i zabijając wielu ważnych członków grupy, jednakże JEM także uznał atak za udany. Chalil Ibrahim skomentował atak w następujący sposób: To dopiero początek procesu mającego na celu skończenie z dyktaturą reżimu.
W kwietniu 2009 roku Chalil Ibrahim w wywiadzie dla Aljazeera English powiedział, że JEM będzie dążyć do uzyskania niepodległości Darfuru, jeśli Sudan Południowy stanie się niezależnym państwem.
W lutym 2010 roku JEM podpisało rozejm z rządem Sudanu. 25 grudnia 2011 przedstawiciele sił zbrojnych Sudanu ogłosiły zabicie Ibrahima koło Wad Banda w Kordofanie Północnym. Brat Chalila, Dżibril Ibrahim, został wybrany na jego miejsce 26 stycznia 2012 roku.
Rząd sudański zarzucał Ruchowi Sprawiedliwości i Wolności wspieranie wojsk Sudanu Południowego w konflikcie granicznym z 2012 roku.